# 박병택
박병택(1969
년 ~ )은 대한민국의 배우이다.

## 학력
- 1989~1996 청주대학교 연극영화과 학사

## 출연작

### 영화
- 1984 니무룻의 초상
- 1994 해적
- 1997 할렐루야
- 1998 기막힌 사내들
- 1998 짱
- 1999 간첩 리철진
- 2000 침향
- 2000 하면 된다
- 2006 방문자

### 드라마
- 1997 KBS 2TV 파랑새는 있다